# Liste détaillée des familles et genres de carnivores

## Sous-ordre desCaniformia
- Famille des Canidae
  - Atelocynus
  - Canis
  - Cerdocyon
  - Chrysocyon
  - Cuon
  - Dusicyon
  - Lycaon
  - Nyctereutes
  - Otocyon
  - Pseudalopex
  - Speothos
  - Urocyon
  - Vulpes
- Famille des Mustelidae
  - Sous-famille des Lutrinae
    - Amblonyx
    - Aonyx
    - Enhydra
    - Hydrictis
    - Lontra
    - Lutra
    - Lutrogale
    - Pteronura

  - Sous-famille des Melinae
    - Arctonyx
    - Meles
    - Melogale
    - Mydaus

  - Sous-famille des Mellivorinae
    - Mellivora

  - Sous-famille des Mephitinae actuellement classée comme famille (Mephitidae) des Caniformia
    - Conepatus
    - Mephitis
    - Spilogale

  - Sous-famille des Mustelinae
    - Eira
    - Galictis
    - Gulo
    - Ictonyx
    - Lyncodon
    - Martes
    - Mustela
    - Poecilogale
    - Vormela

  - Sous-famille des Taxidiinae
    - Taxidea
- Famille des Odobenidae
  - Odobenus
- Famille des Otariidae
  - Arctocephalus
  - Callorhinus
  - Eumetopias
  - Neophoca
  - Otaria
  - Phocarctos
  - Zalophus
- Famille des Phocidae
  - Cystophora
  - Erignathus
  - Halichoerus
  - Histriophoca
  - Hydrurga
  - Leptonychotes
  - Lobodon
  - Mirounga
  - Monachus
  - Ommatophoca
  - Pagophilus
  - Phoca
  - Pusa
- Famille des Procyonidae
  - sous-famille des Potosinae
    - Bassaricyon
    - Potos

  - sous-famille des Procyoninae
    - Bassariscus
    - Nasua
    - Nasuella
    - Procyon
- Famille des Ursidae
  - Sous-famille des Ailuropodinae
    - Ailuropoda

  - Sous-famille des Tremarctinae
    - Tremarctos

  - Sous-famille des Ursinae
    - Helarctos 
    - Melursus
    - Ursus

## Sous-ordre desFeliformia
- Famille des Felidae
  - sous-famille des Acinonychinae
    - Acinonyx

  - sous-famille des Felinae
    - Caracal
    - Catopuma
    - Felis
    - Herpailurus
    - Eyra
    - Leopardus
    - Leptailurus
    - Lynx
    - Oncifelis
    - Oreailurus
    - Otocolobus
    - Pardofelis
    - Prionailurus
    - Profelis
    - Puma

  - sous-famille des Pantherinae
    - Neofelis
    - Panthera
    - Uncia
- Famille des Herpestidae
  - sous-famille des Galidiinae
    - Galidia
    - Galidictis
    - Mungotictis
    - Salanoia

  - sous-famille des Herpestinae
    - Atilax
    - Bdeogale
    - Crossarchus
    - Cynictis
    - Dologale
    - Galerella
    - Helogale
    - Herpestes
    - Ichneumia
    - Liberiictis
    - Mungos
    - Paracynictis
    - Rhynchogale
    - Suricata
- Famille des Hyenidae
  - Sous-famille des Hyaeninae
    - Crocuta
    - Hyaena 

  - Sous-famille des Protelinae
    - Proteles
- Famille des Viverridae
  - sous-famille des Cryptoproctinae
    - Cryptoprocta

  - sous-famille des Euplerinae
    - Eupleres
    - Fossa

  - sous-famille des Hemigalinae
    - Chrotogale
    - Cynogale
    - Diplogale
    - Hemigalus

  - sous-famille des Nandiniinae
    - Nandinia 

  - sous-famille des Paradoxurinae
    - Arctictis 
    - Arctogalidia
    - Macrogalidia
    - Paguma
    - Paradoxurus

  - sous-famille des Viverrinae
    - Civettictis
    - Genetta
    - Osbornictis
    - Poiana
    - Prionodon
    - Viverra
    - Viverricula